# Nurettin Topçu
Nurettin Topçu (geb. 20. November 1909 in Istanbul; gest. 10. Juli 1975 ebenda) war ein türkischer Schriftsteller, Pädagoge und Philosoph. Er ist bekannt als ein wirkmächtiger rechter Intellektueller und Antisemit. Er gilt als „ein Schlüsselautor für das Verständnis des Islamismus in der republikanischen Türkei“ (Michelangelo Guida), da er am meisten zur Gestaltung des islamistischen Wortschatzes und der islamischen Werte beigetragen habe. Des Weiteren war Topçu ein bekannter Vertreter des Anadoluculuk.

## Biografie
Nurettin Topçu wurde 1909 als Osman Nuri in Istanbul geboren. Seine Familie stammte ursprünglich aus Erzurum und trug den Beinamen Topçuzâdeler (Nachkommen des Artilleristen), weil der Großvater von  Nurettin Topçu während der russischen Besatzung von Erzurum Artillerist (Topçu) gewesen war. Aus dem Beinamen resultierte später auch die Wahl des Familiennamens. Topçus Vater Ahmed Hamdi Efendi betrieb eine Fleischerei. Die Mutter Fatma Hanım stammte aus Eğin. Im Jahr 1928 ging Topçu nach Frankreich. Dort besuchte er zunächst das Gymnasium in Aix-en-Provence, um Französisch zu lernen, und schrieb sich später an der Universität Aix-Marseille ein. Zwei Jahre später wechselte er nach Straßburg. Topçu studierte sechs Jahre lang in Frankreich Philosophie, Ethik, Psychologie, Kunstphilosophie, Geschichte, Logik, Soziologie und Archäologie. Außerdem erwarb er einen Bachelor-Abschluss in Kunstgeschichte an der Universität Straßburg. 1934 promovierte er an der Universität von Paris (Sorbonne) mit einer Arbeit über Konformismus und Rebellion. In Paris lernte Topçu eine Reihe türkischer Intellektueller kennen, darunter Ziyaeddin Fahri Fındıkoğlu, Remzi Oğuz Arık, Samet Ağaoğlu, Ömer Lutfi Barkan und Besim Darkot. Im Sommer 1934 kehrte er in die Türkei zurück. Dort lernte er den Sufi-Führer Abdülaziz Bekkine kennen, der einen starken Einfluss auf Topçus Ideen hatte. Trotz seiner Ausbildung in Frankreich konnte Topçu nicht an Universitäten unterrichten, da die Behörden die Verbreitung seiner Ideen fürchteten, aber es gelang ihm, eine Stelle am Lyzeum von Galatasaray zu bekommen. In dieser Zeit heiratete er Fethiye Hanım, die Tochter seines väterlichen Freundes Hüseyin Avni Ulaş. Die Ehe hielt zwei Jahre. Aufgrund eines Konfliktes um die Notengebung mit dem Schuldirektor, dessen Ansinnen, einigen Schülern die Versetzung zu ermöglichen, Topçu abgelehnt hatte, wurde er als Lehrer nach Izmir verbannt. Den „Versetzungsbefehl“ erhielt er an seinem Hochzeitstag. Den Militärdienst leistete Topçu in den Jahren 1936/1937. Aufgrund eines Artikels in der Zeitschrift Hareket wurde er 1939 wiederum zum Vefa-Gymnasium in Istanbul zwangsversetzt, wo Topçu Philosophie unterrichtete. Vier Jahre später erfolgte ein weiteres Exil in Denizli, wo er am İsmet-İnönü-Gymnasium unterrichtete. Im Herbst 1944 wurde Topçu Lehrer am „Jungengymnasium Istanbul“. Er arbeitete dort 18 Jahre lang.
Mit einer Arbeit über Henri Bergson erlangte Topçu den akademischen Grad Doçent, erhielt allerdings keine Berufung durch die Universität Istanbul. Als Gastdozent unterrichtete er Ethik an der Fakultät für Soziologie, Geschichte am Robert College und verschiedene Fächer an der İmam-Hatip-Schule in Istanbul. Im November 1964 ging  Topçu in Rente und starb nach kurzer Krankheit wenige Monate später. Er wurde nach dem Totengebet in der Fatih-Moschee auf dem Kozlu-Friedhof in Topkapı beigesetzt.
Im Jahr 2017 wurde er posthum mit dem Großen Preis für Kultur und Kunst des Präsidialamtes der Republik Türkei (Türkiye Cumhurbaşkanlığı Kültür ve Sanat Büyük Ödülleri) für seine 'Anatolien gewidmeten Werke' ausgezeichnet.

## Werke
Die Gesamtausgabe seiner Werke (Nurettin Topcu Bütün Eserleri) umfasst 21 Bände, die Jahre nach seinem Tod aus dem vorhandenen Schriftgut neu zusammengestellt wurden. Bei seinen Artikeln verwendete Topçu auch Pseudonyme wie Nizam Ahmet oder Osman Asyalı. Die Gesamtausgabe lautet:
- Türkiye'nin Maarif Davası
- İsyan ahlakı
- Yarınki Türkiye
- İslam ve İnsan - Mevlana ve Tasavvuf
- Ahlak Nizamı
- İradenin Davası - Devlet ve Demokrasi
- Mehmed Akif
- Felsefe
- Büyük Fetih
- Bergson
- Amerikan Mektupları Düşünen Adam Aranızda
- Ahlak
- Sosyoloji
- Millet Mistikleri
- Psikoloji
- Mantık
- Reha
- Kültür ve Medeniyet
- Taşralı
- Varoluş Felsefesi Hareket Felsefesi
- Var Olmak

## Fremdenfeindlichkeit, Anatolismus und Antisemitismus
Süleyman Seyfi Öğün charakterisiert das Werk Topçus als durchsetzt mit Fremdenfeindlichkeit und Verschwörungstheorien. Topçu äußerte sich konkret abwertend über Araber, Bosniaken, Albaner, Tscherkessen und Kreter. Diese würden jede Gelegenheit nutzen, dem anatolischen Menschen zu schaden. Wo immer es an Werten mangele und Niedertracht gebe, sei eines dieser Völker beteiligt. Im Gegensatz dazu sei der Anatolier rein und unschuldig. Er werde ständig ungerecht behandelt. Der Anatolismus vermischt sich bei Topçu mit ethnischen und religiösen Elementen. Konstituierend für das türkische Volk sind in dieser Vorstellung die Geographie Anatoliens mit dem bäuerlichen Ursprung der Bevölkerung und die „Impfung“ mit dem Islam durch die Ankunft der Türken.
Juden betrachtete Topçu als Grundübel und Plage. In seinem Werk „İradenin Davası Devlet ve Demokrasi“ beschreibt Topçu auf den Seiten 115–116 „den Juden“ als Krämer, der weder rechtlichen noch moralischen Grundsätzen verpflichtet sei. Der Jude sei weder Denker noch ein Mensch, der etwas mit seinen Händen schaffe. Der Jude kaufe und verkaufe, betrüge dabei in großem Stil und führe sämtliche Völker an den furchbarsten aller Abgründe. Die jüdische Faust sei entschlossen, keinen Nationalstaat übrig zu lassen, und gehe als Freimaurerorganisation wie ein giftiger Orkan auf der Welt umher. Wenn die Welt nicht gemeinsam gegen diese Plage mobil mache, sei ihre Zukunft düster.
Topçu schrieb unter dem Eindruck des Sechstagekriegs im Juli, August und September des Jahres 1967 drei Artikel mit den Titeln İslâm Davası ve Yahudilik (dt. „Die Sache des Islams und das Judentum“), Para ve Yahudi (dt. „Das Geld und der Jude“) und İnsanlar ve Yahudiler (dt. „Menschen und Juden“). Diese Artikel wurden in dem später veröffentlichten Werk Ahlâk Nizamı aufgenommen. Dort formulierte Topçu Aussagen wie:
- „Der Stamm der Juden wurde auf die Welt entsandt, um alles Schöne, an dem Herz und Seele der Menschheit hängen, jeden festen Grundsatz und jede erlösende Wahrheit zu zerstören.“ (Yahudi kavmi, insanlığın kalbi ve ruhuyla bağlandığı her güzel şeyi, her sağlam temeli, her kurtarıcı hakikati yıkmak için dünyaya gönderilmiştir.)
- „Den Menschen und der Menschheit Böses zu tun, ist beim Juden quasi ein Trieb.“ (İnsanlara ve insanlığa fenalık yapmak, yahudide sanki bir içgüdüdür.)
- „Ein Jude kann nicht leben, ohne sich mit Bösem und Fitna zu besudeln.“ (Yahudi, şer ve fitneye bulaşmadan yaşayamaz.)
- „Es gibt kein Leben, nach dem der Jude nicht seine giftige Hand ausstreckt und keine Gemeinschaft, die er nicht zerrütten will.“ (Yahudinin zehirli elinin uzanmadığı hayat, onun çürütmek istemediği cemiyet yoktur.)
- „Die Menschheit hat im Grunde zwei Feinde oder zwei Teufel: Das Geld und der Jude.“ (Esasen insanoğlunun iki düşmanı, iki şeytanı vardır: Para ve yahudi.)